# خط ترام مون‌بلان
خط ترام مون‌بلان (فرانسوی: Tramway du Mont-Blanc‎) که به اختصار TMB نامیده می‌شود، یک خط راه‌آهن کوهستانی در بخش اوت-ساووآ در کشور فرانسه است. این خط، مرتفع‌ترین راه‌آهن در فرانسه و چهارمین راه‌آهن مرتفع در اروپا به‌شمار می‌رود. همچنین، تنها راه‌آهن در فرانسه است که به ارتفاعی بالاتر از ۲٬۰۰۰ متر از سطح دریا می‌رسد.
این تراموا، به دلیل چشم‌اندازهای گسترده‌ای که از مون بلان و کوه‌های اطراف آن در توده‌کوه مون‌بلان فراهم می‌کند، میان گردشگران محبوب است. علاوه بر این، کوهنوردان و طبیعت‌گردان نیز از این تراموا استفاده می‌کنند، چرا که ایستگاه‌های آن نقطه آغاز بسیاری از مسیرهای کوه‌پیمایی است و دسترسی به پناهگاه Nid d'Aigle را که در نزدیکی ایستگاه پایانی تراموا قرار دارد، فراهم می‌کند.
مسیر معمول صعود به قله مون بلان از ایستگاه پایانی تراموا، یعنی Nid d'Aigle آغاز می‌شود و سپس کوهنوردان یا در پناهگاه Tête Rousse اقامت می‌کنند یا مسیر را تا پناهگاه مرتفع‌تر Goûter ادامه می‌دهند.